# Плавание на летних Олимпийских играх 1976
В соревнованиях по плаванию на летних Олимпийских играх 1976 принял участие 471 спортсмен из 51 страны.

## Общий медальный зачёт
| Место | Страна         | Золото | Серебро | Бронза | Всего |
| ----- | -------------- | ------ | ------- | ------ | ----- |
| 1     | США            | 13     | 14      | 7      | 34    |
| 2     | ГДР            | 11     | 6       | 2      | 19    |
| 3     | СССР           | 1      | 3       | 5      | 9     |
| 4     | Великобритания | 1      | 1       | 1      | 3     |
| 5     | Канада         | 0      | 2       | 6      | 8     |
| 6     | ФРГ            | 0      | 0       | 2      | 2     |
| 6     | Нидерланды     | 0      | 0       | 2      | 2     |
| 8     | Австралия      | 0      | 0       | 1      | 1     |

## Медалисты

### Мужчины
| Дисциплина                       | Золото                                                              | Серебро                                                                      | Бронза                                                                       |
| -------------------------------- | ------------------------------------------------------------------- | ---------------------------------------------------------------------------- | ---------------------------------------------------------------------------- |
| 100 м вольным стилем             | Джеймс Монтгомери США                                               | Джек Бабашофф США                                                            | Петер Нокке ФРГ                                                              |
| 200 м вольным стилем             | Брюс Фёрнисс США                                                    | Джон Нэйбер США                                                              | Джеймс Монтгомери США                                                        |
| 400 м вольным стилем             | Брайан Гуделл США                                                   | Тимоти Шау США                                                               | Владимир Раскатов СССР                                                       |
| 1500 м вольным стилем            | Брайан Гуделл США                                                   | Роберт Хэкетт США                                                            | Стивен Холланд Австралия                                                     |
| 100 м на спине                   | Джон Нэйбер США                                                     | Питер Рокка США                                                              | Роланд Маттес ГДР                                                            |
| 200 м на спине                   | Джон Нэйбер США                                                     | Питер Рокка США                                                              | Дэниел Харригэн США                                                          |
| 100 м брассом                    | Джон Хенкен США                                                     | Дэвид Вилки Великобритания                                                   | Арвидас Юозайтис СССР                                                        |
| 200 м брассом                    | Дэвид Вилки Великобритания                                          | Джон Хенкен США                                                              | Ричард Колелла США                                                           |
| 100 м баттерфляем                | Мэттью Воджел США                                                   | Джозеф Боттом США                                                            | Гэри Холл-старший США                                                        |
| 200 м баттерфляем                | Майкл Бранер США                                                    | Стивен Грегг США                                                             | Уильям Форрестер-младший США                                                 |
| 400 м комплексным плаванием      | Родни Стрэчэн США                                                   | Александр Макки США                                                          | Андрей Смирнов СССР                                                          |
| Эстафета 4×200 м вольным стилем  | США · Джон Нэйбер · Майкл Бранер · Брюс Фёрнисс · Джеймс Монтгомери | СССР · Владимир Раскатов · Андрей Богданов · Сергей Копляков · Андрей Крылов | Великобритания · Алан Макклэтчи · Брайан Бринкли · Гордон Дауни · Дэвид Данн |
| Эстафета 4×100 м комбинированная | США · Джон Нэйбер · Джон Хенкен · Мэттью Воджел · Джеймс Монтгомери | Канада · Стефен Пикелл · Грэхэм Смит · Клэй Эванс · Гэри Макдоналд           | ФРГ · Михаэль Краус · Вальтер Куш · Петер Нокке · Клаус Штайнбах             |

### Женщины
| Дисциплина                       | Золото                                                                  | Серебро                                                               | Бронза                                                               |
| -------------------------------- | ----------------------------------------------------------------------- | --------------------------------------------------------------------- | -------------------------------------------------------------------- |
| 100 м вольным стилем             | Корнелия Эндер ГДР                                                      | Петра Пример ГДР                                                      | Энит Бригита Нидерланды                                              |
| 200 м вольным стилем             | Корнелия Эндер ГДР                                                      | Ширли Бабашофф США                                                    | Энит Бригита Нидерланды                                              |
| 400 м вольным стилем             | Петра Тюмер ГДР                                                         | Ширли Бабашофф США                                                    | Шэннон Смит Канада                                                   |
| 800 м вольным стилем             | Петра Тюмер ГДР                                                         | Ширли Бабашофф США                                                    | Венди Вейнберг США                                                   |
| 100 м на спине                   | Ульрике Рихтер ГДР                                                      | Биргит Трайбер ГДР                                                    | Нэнси Гарапик Канада                                                 |
| 200 м на спине                   | Ульрике Рихтер ГДР                                                      | Биргит Трайбер ГДР                                                    | Нэнси Гарапик Канада                                                 |
| 100 м брассом                    | Ханнелоре Анке ГДР                                                      | Любовь Русанова СССР                                                  | Марина Кошевая СССР                                                  |
| 200 м брассом                    | Марина Кошевая СССР                                                     | Марина Юрченя СССР                                                    | Любовь Русанова СССР                                                 |
| 100 м баттерфляем                | Корнелия Эндер ГДР                                                      | Андреа Поллак ГДР                                                     | Венди Боглиоли США                                                   |
| 200 м баттерфляем                | Андреа Поллак ГДР                                                       | Ульрике Таубер ГДР                                                    | Роземари Габриель ГДР                                                |
| 400 м комплексным плаванием      | Ульрике Таубер ГДР                                                      | Черил Гибсон Канада                                                   | Ребекка Смит Канада                                                  |
| Эстафета 4×100 м вольным стилем  | США · Кимберли Пейтон · Джилл Стеркел · Ширли Бабашофф · Венди Боглиоли | ГДР · Петра Пример · Корнелия Эндер · Клаудиа Хемпель · Андреа Поллак | Канада · Ребекка Смит · Гэйл Амандрад · Барбара Кларк · Анне Джардин |
| Эстафета 4×100 м комбинированная | ГДР · Ульрике Рихтер · Ханнелоре Анке · Корнелия Эндер · Андреа Поллак  | США · Камилле Райт · Ширли Бабашофф · Линда Джезек · Лаура Сиринг     | Канада · Сьюзан Слоан · Робин Корсилья · Венди Хогг · Анне Джардин   |